# Pterorhynchus
Pterorhynchus to rodzaj pterozaura z rodziny ramforynchów, występujący w jurze późnej na terenie współczesnej Mongolii Wewnętrznej i Chin. Jego rozpiętość skrzydeł wynosiła około 85 cm.
Gatunki:
- Pterorhynchus wellnhoferi